# Santa Cecília de Sadernes
Santa Cecília de Sadernes és un monument del municipi de Sales de Llierca (Garrotxa) inclòs en l'Inventari del Patrimoni Arquitectònic de Catalunya.

## Descripció
Es tracta d'un edifici religiós, situat al cim d'un turonet, a la vora esquerra del riu Llierca, accessible des de Montagut de Fluvià per una bona carretera asfaltada, la qual, passat el riu, es converteix en una pista forestal en bon estat (del riu a Sadernes hi ha menys d'un km).
Es pot definir com una construcció romànica, d'una sola nau amb volta apuntada. El campanar original, d'espadanya, va esser convertit en una torre amb teulada a quatre vessants en afegir-s'hi una obra de fortificació que amaga un capcer esglaonat per la banda de llevant, coincidint això amb les obres de remodelació dutes a terme a les acaballes de l'edat medieval. La porta, excepcionalment, s'obre a ponent. Damunt de l'anterior, s'obre un ull de bou elaborat posteriorment, de forma que se substituí la finestra romànica abans existent. Una cornisa de pedra recorre els murs tant interiorment com exterior, inclòs l'absis semicircular. A l'interior, a la paret nord, s'hi veu un forat tapiat, on, amb tota seguretat, hi havia la pica baptismal, avui desapareguda. Resten senyals de la primitiva coberta de llosa al capcer esglaonat i a la teulada de l'absis.

## Història
Des de l'any 977 es té notícia de la parròquia de Santa Cecília de Sadernes. També apareix en un document de l'any 979, en el qual es llegeix "...et ipso meo alode que abeo in Sadernes excepto ipsa ecclesia..." En un judici celebrat l'any 1004 al castell de Besalú, el bisbe de Girona Odó reclama al comte Bernat Tallaferro la possessió, entre d'altres (Tortellà, Argelaguer i Talaixà), de l'església de Sadernes. Durant els segles xiii i xiv, hom l'anomena indistintament Sadarnes i Sadernes. A partir del segle xviii, tingué sufragànies des esglésies de Sant Andreu de Gitarriu, Sant Grau d'Entreperes, Sant Feliu de Riu i Sant Aniol d'Aguja. L'any 1858, el bisbe de Girona hi trobà una Mare de Déu, segurament romànica, que suposem és la que avui figura al Museu d'Art de Girona.